# Olpitrichum macrosporum
Olpitrichum macrosporum är en svampart som först beskrevs av Farl. ex Sacc., och fick sitt nu gällande namn av Sumst. 1911. Olpitrichum macrosporum ingår i släktet Olpitrichum, divisionen sporsäcksvampar och riket svampar.   Inga underarter finns listade i Catalogue of Life.